# Tenantitla, Puebla
Tenantitla är en ort i Mexiko.   Den ligger i kommunen Tepetzintla och delstaten Puebla, i den sydöstra delen av landet, 140 km öster om huvudstaden Mexico City. Tenantitla ligger 2 392 meter över havet och antalet invånare är 929.
Terrängen runt Tenantitla är kuperad västerut, men österut är den bergig. Tenantitla ligger uppe på en höjd. Runt Tenantitla är det ganska tätbefolkat, med 149 invånare per kvadratkilometer. Närmaste större samhälle är Zacatlán, 7,6 km väster om Tenantitla. I omgivningarna runt Tenantitla växer i huvudsak blandskog.